# Léo Poche
Léo Poche era una rivista tascabile in brossura pubblicata da Éditions Vaillant, disegnata e scritta da Roger Mas (il creatore di Pifou). Sono stati pubblicati 24 numeri tra l'ottobre 1974 e il luglio 1980.
Racconta le avventure di Léo, uno strano animale tenuto in uno zoo, che cerca spesso di fuggire.

## Elenco dei libri pubblicati
| N° | Titoli                              | Data          |
| -- | ----------------------------------- | ------------- |
| 1  | Léo bête à part le roi de l'évasion | Ottobre 1974  |
| 2  | Il court, il court, il court le Léo | Gennaio 1975  |
| 3  | Un zoo peuplé de rires et de joies  | Aprile 1975   |
| 4  | Du début à la fin vive les vacances | Luglio 1975   |
| 5  | Spécial Safari                      | Ottobre 1975  |
| 6  | Spécial énigmes                     | Gennaio 1976  |
| 7  | Spécial Cirque et Clowns            | Aprile 1976   |
| 8  | Randonnées                          | Luglio 1976   |
| 9  | Bricolages forestiers               | Ottobre 1976  |
| 10 | La vie des Pôles                    | Febbraio 1977 |
| 11 | Jeux d'air                          | Maggio 1977   |
| 12 | 100 jeux 100 gags                   | Agosto 1977   |
| 13 | Fables de La Fontaine               | Novembre 1977 |
| 14 | 100 gags 100 jeux                   | Marzo 1978    |
| 15 | En mai fais ce qu'il te plait       | Maggio 1978   |
| 16 | Ceux qui aiment le cirque           | Agosto 1978   |
| 17 | Zoo circus - Spécial Cirque         | Novembre 1978 |
| 18 | La fête au zoo                      | Febbraio 1979 |
| 19 | Léo magicien à part                 | Aprile 1979   |
| 20 | Vive le crique au zoo               | Agosto 1979   |
| 21 | Les jeux oléopiques                 | Ottobre 1979  |
| 22 | Cinéléo                             | Gennaio 1980  |
| 23 | Léo au music-hall                   | Aprile 1980   |
| 24 | Léo et la télé                      | Luglio 1980   |